# 로사 (영화)
"로사"는 2014년에 개봉한 대한민국의 영화이다.

## 캐스팅
- 루츠메토파 다야나 : 로사 역
- 니콜라스 손쿠 : 하미드 역
- 조하석 : 조 실장 역
- 타티아나 이바노바 : 알라 역
- 스베트라나 수코바 : 나타샤 역
- 이리나 김 : 쟌냐 역
- 나탈리아 아나톨에브나 : 율랴 역
- 에두아르드 보로닌 : 늙은화가 역
- 말리카 이브라기모바 : 볼쇼이 교수 역
- 발레리 율다세브 : 로사아버지 역
- 로만 율다셰브 : 로사남동생 역
- 김재걸 : 조의 부하 1 역
- 박진국 : 조의 부하 2 역
- 천명재 : 조의 부하 3 역
- 박삼영 : 조의 부하 4 역
- 김현영 : 여자약사 역
- 이무녕 : 단골남 역
- 이주연 : 여자 도우미 1 역
- 김현정 : 여자 도우미 2 역
- 윤태형 : 클럽사장 역
- 사무엘 : 강 테이블 손님 역
- 이세정 : 단란주점 사장 역
- 조인오 : 돈주는 남자 역
- 김일권 : 클럽 웨이터 역
- 이장원 : 클럽손님 1 역
- 김태섭 : 클럽손님 2 역
- 김효원 : 단란주점 손님 1 역
- 심일선 : 단란주점 손님 2 역
- 강범섭 : 단란주점 손님 3 역
- 장우진 : 단란주점 손님 4 역